# Rękawczynek
Rękawczynek – wieś położona województwie wielkopolskim, w powiecie słupeckim, w gminie Orchowo.